# Dominic Klemme
Dominic Klemme (Lemgo, Rin del Nord-Westfàlia, 31 d'octubre de 1986) va ser un ciclista alemany, professional del 2006 al 2014.
En el seu palmarès destaca la victòria al Gran Premi de Lillers de 2008 i Le Samyn de 2001.
Els seus germans Daniel i Dennis també s'han dedicat al ciclisme.

## Palmarès
- 2007
  -  Campió d'Alemanya en ruta sub-23
- 2008
  - 1r al Gran Premi de Lillers-Souvenir Bruno Comini
  - 1r a la Druivenkoers Overijse
  - Vencedor d'una etapa a la Volta a Turíngia
  - Vencedor d'una etapa al Rothaus Regio-Tour
  - Vencedor de 2 etapes al Tour de l'Avenir
- 2011
  - 1r a Le Samyn

### Resultats a la Volta a Espanya
- 2010. 162è de la classificació general
- 2014. Abandona (14a etapa)

### Resultats al Giro d'Itàlia
- 2011. No surt (5a etapa) (degut a la mort del seu company d'equip Wouter Weylandt)